# Bauirshan Bidalshiev
Bauirshan Bidalshiev (ur. 6 kwietnia 1980) – kazachski zapaśnik walczący w stylu wolnym. Zajął piąte miejsce na mistrzostwach Azji w 2001. Brązowy medalista na igrzyskach centralnej Azji w 1999. Trzeci na mistrzostwach Azji juniorów w 1999 roku.